# Vermillion megye (Indiana)
Vermillion megye az Amerikai Egyesült Államokban, azon belül Indiana államban található. Megyeszékhelye Newport, legnagyobb városa Clinton. Lakosainak száma 15 439 fő (2020. április 1.). Vermillion megye Warren, Fountain, Parke, Vigo, Vermilion és Edgar megyékkel határos.

## Népesség
A megye népességének változása:
| Lakosok száma | 16 143 | 16 127 | 15 965 | 15 878 | 15 692 | 15 439 |
|               | 2010   | 2011   | 2012   | 2013   | 2015   | 2020   |